# Francis de Laporte de Castelnau
Pour les articles homonymes, voir Laporte, Castelnau et Famille de Caumont.
 (mars 2010).
Si vous disposez d'ouvrages ou d'articles de référence ou si vous connaissez des sites web de qualité traitant du thème abordé ici, merci de compléter l'article en donnant les références utiles à sa vérifiabilité et en les liant à la section « Notes et références ».
François Louis Nompar de Caumont Laporte, comte de Castelnau est un explorateur et un naturaliste français, né le 25 décembre 1810 à Londres et mort le 4 février 1880 à Melbourne. Il a utilisé également les noms de Francis de Castelnau, François Laporte  et François Delaporte.

## Biographie

### Origines
Né à Londres, il est le fils illégitime de Louise-Joséphine de Caumont (la petite-fille de la marquise de Caumont-La Force, gouvernante des enfants du comte d'Artois, et veuve depuis 1797) et, d'après certains auteurs, du futur roi d'Angleterre George IV ; ce qui ferait de lui le cousin germain de la reine Victoria. Sa situation irrégulière explique les incertitudes sur son nom et sur sa date de naissance, ainsi que les inconnues de ses premières années.

### Carrière
Dans les années 1830, il réside à Paris et fait partie des membres fondateurs de la Société entomologique de France, qui voit le jour le 29 février 1832. Auteur de plusieurs ouvrages publiés dans les années 1830-1850, il rédige notamment la partie « Coléoptères » de l’Histoire naturelle des animaux articulés (1840), l’une des dernières monographies traitant l’ensemble de cet ordre d’insectes.
Accepté et intégré dans la haute aristocratie française, il épouse une cousine de sa mère et voyage beaucoup, en partie à titre personnel, en partie pour le compte du gouvernement français. Sa mission en Amérique du Sud, de 1843 à 1847, fait l’objet d’une publication célèbre. Il conduit notamment une expédition de 1837 à 1841 en Amérique du Nord pour y étudier les lacs canadiens, les États-Unis et le Mexique.
...Depuis que j’ai quitté la France, j’ai parcouru une portion considérable de l’Amérique du Nord. L’automne et l’hiver derniers ont été employés à parcourir la Pensylvanie [sic], la Floride et l’Alabama...
Revenu à New-York au printemps, j’en suis reparti au mois de juin, pour une excursion au N.-O. sur les grands lacs ; j’ai fait le tour des lacs Michigan et Huron [...] Vous connaissez ma passion pour cette science [la géographie] qui m’a fait quitter mon pays et ma famille...
Lettre du 21 septembre 1838 à Charles Athanase Walckenaer.
De 1843 à 1847, il conduit une expédition comprenant trois autres personnes dont le botaniste Hugh d’Algernon Weddell, le taxidermiste Émile Deville, et le géologue Alexandre Hulot d'Osery,à travers l’Amérique du Sud, du Brésil au Pérou et puis inversement. C’est grâce à l’appui du duc d’Orléans et du duc de Nemours que l’expédition peut être organisée.
Après bien des fatigues et bien des privations, nous sommes arrivés ici, au centre du Brésil, et à près de 400 lieues dans l’intérieur de ce vaste empire.
Partis de Rio de Janeiro, nous avons traversé la Serra d’Estrella, qui est une des branches des monts Organs ; puis, entrant dans la province des mines, nous nous sommes dirigés sur Barbacena, où nous avons fait des séries d’observations magnétiques, ensuite nous avons atteint Ouro-Préto, la capitale de la province et le centre de la région aurifère [...].
La saison des grandes pluies ne nous permettant pas de continuer en ce moment notre voyage vers l’ouest, nous allons faire une grande expédition sur la rivière des Tocantins. Mon intention est d’entreprendre une chose qui n’a pas encore été faite, de descendre cette rivière, et de revenir à Goyaz en remontant l’Araguay.
Lettre du 22 mars 1844 à Edmé François Jomard (1777-1862).
Il est peu de contrées qui se présentent à l’imagination avec autant de prestige que l’Amérique du Sud ; pendant que la partie septentrionale de ce continent perd chaque jour de son caractère primitif pour faire place aux merveilles de l’industrie moderne, la partie du Sud au contraire conserve encore aujourd’hui le cachet de la nature vierge : là point de chemins de fer ni de canaux, ni le plus souvent de routes quelconques, mais partout d’admirables forêts vierges, des fleuves dont l’étendue est sans bornes, des montagnes dont les cimes glacées se perdent au-dessus des nuages, des nations sauvages auxquelles le nom même de l’Europe est inconnu.
Dans l’Amérique du Nord l’homme civilisé empiète sans cesse sur la nature sauvage ; dans l’Amérique du Sud, au contraire, tout vous rappelle un lendemain de création, et dans ces solitudes sans bornes l’œuvres de Dieu déploie partout son admirable grandeur.
Notice sur l’expédition envoyée par le gouvernement français dans l’Amérique du Sud sous la direction de M. le comte de Castelnau (Bulletin de la Société de géographie, 1847, tome 8, no 43-48).
Nommé consul de France à Bahia en 1848, puis, peu de temps après au Siam, poste qu’il occupe jusqu’en 1862. Il arrive à Melbourne en 1862 et y exerce les fonctions de consul de France de 1864 à 1870. Il y reste après sa retraite et y meurt, après avoir légué sa riche collection de coléoptères au musée de cette ville.
Il participe activement aux activités de la Société d’acclimatation de Victoria et de la Société d’entomologie de Nouvelle-Galles du Sud. On lui doit plusieurs ouvrages d’entomologie dont :
- Études entomologiques, ou Description d'insectes nouveaux et observations sur leur synonymie (Méquignon-Marvis père et fils, Paris, 1834).
- Avec Hippolyte Louis Gory (1800-1852) Histoire naturelle et iconographie des insectes coléoptères, publiée par monographies séparées, quatre monographies dont la première semble être la seule signée par Laporte (quatre tomes et sept volumes, P. Duménil, Paris, 1837-1841)[6].
- Traité élémentaire d'entomologie (Terzuolo, Paris, 1839).
- Histoire naturelle des annélides contenue dans l’Histoire naturelle des Crustacés, des Arachnides et des Myriapodes d’Hippolyte Lucas (1814-1899) (Société bibliophile, Paris, 1850).
- Histoire naturelle des insectes coléoptères... avec une introduction renfermant l'anatomie et la physiologie des animaux articulés, l’introduction est de Gaspard Auguste Brullé (1809-1873) (F. Duménil, Paris, 1840, réédité en 1850).

## Le canular de l'Ompax spatuloides
En 1879, Castelnau publie dans le journal de la Société linnéenne de Nouvelle-Galles du Sud la description d'un nouveau poisson, sans doute proche du dipneuste d'Australie qui a été découvert récemment. Dans l'article, il raconte comment son correspondant australien, le biologiste Karl Theodor Staiger (en), secrétaire du Museum de Queensland (en) lui adresse une description d'un poisson inconnu. De passage en 1872 à la gare de Gayndah, Staiger se voit servir un plat de poisson comprenant un étrange poisson qu'il n'avait jamais vu. On lui expliqua que c'était un plat très rare pêché à quelques kilomètres du lieu par des Aborigènes. Staiger, convaincu qu'il s'agissait d'un poisson encore inconnu, fait faire un croquis détaillé du poisson cuit et l'envoie à Castelnau. Lors de sa publication, ce dernier lui donne le nom de Ompax spatuloides. Si des doutes s'élèvent très tôt, c'est plus de 50 ans plus tard que le canular sera dévoilé. Il s'agissait en fait d'une farce faite à Staiger à qui l'on a fait manger une chimère composée de trois poissons distincts. Ompax spatuloides a cependant figuré sur certaines listes de poissons australiens jusqu'à la fin du 20e siècle.